# Front Row
Front Row var ett program från Apple Inc. som följde Macintosh-datorer. Programmet var ett skal bygger på iTunes och iPhoto och styrs av en Apple Remote eller tangentbordets funktionstangenter och fungerade som en typ av Media Center.
Den första versionen släpptes oktober 2005. 
Senaste version var 2.0. 
Front Row togs bort och upphörde i Mac OS X 10,7 [1].